# 458 TCN
458 TCN là một năm trong lịch La Mã.